# Pelle Lindbergh

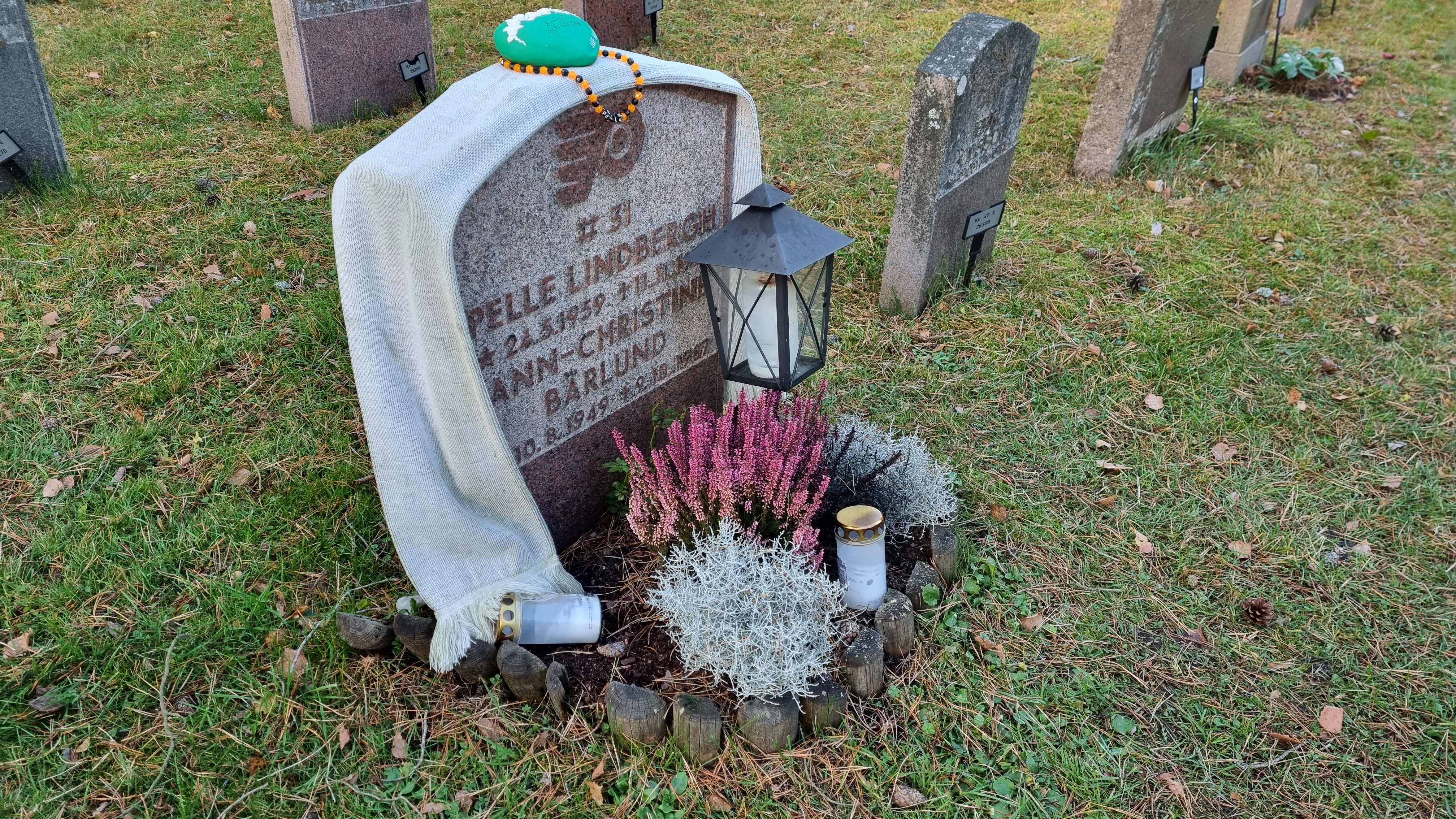
Pelle Lindberghs gravsten på Skogskyrkogården.

Göran Per-Eric "Pelle" Lindbergh, född 24 maj 1959 i Stockholm, död 11 november 1985 i Somerdale, New Jersey, var en svensk professionell ishockeymålvakt som är den förste europé och svensk som vunnit Vezina Trophy, priset som NHL:s bästa målvakt. Han erhöll utmärkelsen under sin sista hela säsong i Philadelphia Flyers. 
10 november 1985 skadades Pelle Lindbergh svårt i en bilolycka då han påverkad av alkohol och med hög hastighet körde rakt in i en betongmur utanför en skola i Somerdale, New Jersey, USA. Han förklarades hjärndöd ett dygn senare. Tre dagar senare transplanterades hans organ till sex personer, något Philadelphias dåvarande tränare Mike Keenan beskrev som "Pelle's final - and greatest - save". Pelle Lindberghs nummer 31 har inte officiellt pensionerats i Philadelphia Flyers, men det har inte använts av någon annan spelare i klubben sedan hans död.
Till minne av Pelle Lindbergh utdelas återkommande utmärkelsen Pelle Lindbergh Memorial till den spelare i Philadelphia Flyers som har imponerat och förbättrat sig mest under en säsong.
Pelle Lindbergh ligger begravd på Skogskyrkogården i Stockholm.
År 2006 gavs boken Pelle Lindbergh - bakom den vita masken ut, skriven av journalisten Thomas Tynander. Den gavs även ut på engelska i USA och Kanada under 2009, samt gavs ut i en nyutgåva i maj 2017. 

## Statistik
M = Matcher, V = Vinster, F = Förluster, O = Oavgjorda, MIN = Spelade minuter, IM = Insläppta Mål, N = Hållit nollan, GIM = Genomsnitt insläppta mål per match, R% = Räddningsprocent

### Klubbkarriär

#### Grundserie
| Säsong     | Lag                 | Liga       | M   | V  | F  | O  | MIN  | IM  | N | GIM  | R%   |
| ---------- | ------------------- | ---------- | --- | -- | -- | -- | ---- | --- | - | ---- | ---- |
| 1977–78    | Hammarby IF         | Div. I     | 36  | —  | —  | —  | —    | —   | — | —    | —    |
| 1978–79    | Hammarby IF         | Div. I     | 35  | —  | —  | —  | —    | —   | — | —    | —    |
| 1978–79    | AIK                 | Elitserien | 6   | —  | —  | —  | 360  | 38  | 0 | 6.33 | —    |
| 1979–80    | AIK                 | Elitserien | 32  | —  | —  | —  | 1866 | 106 | 1 | 3.41 | —    |
| 1980–81    | Maine Mariners      | AHL        | 51  | 31 | 14 | 5  | 3035 | 165 | 1 | 3.26 | .893 |
| 1981–82    | Maine Mariners      | AHL        | 25  | 17 | 7  | 2  | 1505 | 83  | 0 | 3.31 | .887 |
| 1981–82    | Philadelphia Flyers | NHL        | 8   | 2  | 4  | 2  | 480  | 35  | 0 | 4.38 | .881 |
| 1982–83    | Philadelphia Flyers | NHL        | 40  | 23 | 13 | 3  | 2333 | 116 | 3 | 2.98 | .891 |
| 1983–84    | Philadelphia Flyers | NHL        | 36  | 16 | 13 | 3  | 1999 | 135 | 1 | 4.05 | .860 |
| 1983–84    | Springfield Indians | AHL        | 4   | 4  | 0  | 0  | 240  | 12  | 0 | 3.00 | —    |
| 1984–85    | Philadelphia Flyers | NHL        | 65  | 40 | 17 | 7  | 3858 | 194 | 2 | 3.02 | .899 |
| 1985–86    | Philadelphia Flyers | NHL        | 8   | 6  | 2  | 0  | 480  | 23  | 1 | 2.88 | .884 |
| NHL totalt | NHL totalt          | NHL totalt | 157 | 87 | 49 | 15 | 4154 | 503 | 7 | 3.30 | .887 |

#### Slutspel
| Säsong     | Lag                 | Liga       | M  | V  | F  | MIN  | IM | N | GIM  | R%   |
| ---------- | ------------------- | ---------- | -- | -- | -- | ---- | -- | - | ---- | ---- |
| 1980–81    | Maine Mariners      | AHL        | 20 | 10 | 7  | 1120 | 66 | 0 | 3.54 | —    |
| 1982–83    | Philadelphia Flyers | NHL        | 3  | 0  | 3  | 180  | 18 | 0 | 6.00 | .788 |
| 1983–84    | Philadelphia Flyers | NHL        | 2  | 0  | 1  | 26   | 3  | 0 | 6.92 | .769 |
| 1984–85    | Philadelphia Flyers | NHL        | 18 | 12 | 6  | 1008 | 42 | 3 | 2.50 | .914 |
| NHL totalt | NHL totalt          | NHL totalt | 23 | 12 | 10 | 1214 | 63 | 3 | 3.11 | .893 |

### Internationellt
| År            | Lag           | Turnering     |    | M | V | F | O    | MIN | IM | N    | GIM |
| ------------- | ------------- | ------------- | -- | - | - | - | ---- | --- | -- | ---- | --- |
| 1976          | Sverige       | JEM           | 3  | — | — | — | 180  | 4   | 0  | 1.33 |     |
| 1977          | Sverige       | JEM           | 3  | — | — | — | 180  | 3   | 0  | 1.00 |     |
| 1978          | Sverige       | JVM           | 4  | — | — | — | 240  | 10  | 0  | 2.50 |     |
| 1979          | Sverige       | VM            | 6  | 1 | 4 | 1 | 360  | 38  | 0  | 6.33 |     |
| 1980          | Sverige       | OS            | 5  | 2 | 1 | 2 | 300  | 18  | 0  | 3.60 |     |
| 1981          | Sverige       | CC            | 2  | 0 | 0 | 0 | 92   | 9   | 0  | 5.87 |     |
| 1983          | Sverige       | VM            | 9  | 4 | 4 | 1 | 540  | 27  | 0  | 3.00 |     |
| Junior totalt | Junior totalt | Junior totalt | 6  | — | — | — | 600  | 17  | 0  | 1.70 |     |
| Senior totalt | Senior totalt | Senior totalt | 22 | — | — | — | 1292 | 92  | 0  | 4.27 |     |

## Meriter
- TV-Pucken 1975
- JEM-guld 1977
- JVM-silver 1978
- JVM-brons 1979
- VM-brons 1979
- OS-brons 1980
- Årets nykomling i AHL 1981
- AHL:s bäste målvakt 1981
- AHL:s bäste spelare 1981
- AHL-mästare 1981
- Årets nykomling i Philadelphia Flyers 1983
- Bäste spelare i Philadelphia Flyers 1983 och 1985
- Bobby Clarke Trophy 1985
- NHL All-Star Team 1985
- Elitserien i ishockeys All star-lag 1979, 1980 och 1983
- Vezina Trophy 1985
- Invald som nummer 85 i Svensk ishockeys Hall of Fame.

## Filmografi
- 1980 – Lämna mej inte ensam